# Tuixent
Tuixent – miejscowość w Hiszpanii, w Katalonii, w prowincji Lleida, w comarce Alt Urgell, w gminie Josa i Tuixent.
Według danych INE z 2005 roku miejscowość zamieszkiwało 128 osób.